# Rivière Mississippi Ouest (Gaspé)
Pour les articles homonymes, voir Mississippi.
La rivière Mississippi Ouest coule entièrement dans le canton de Larocque dans les monts Chic-Chocs, dans le territoire non organisé de Rivière-Saint-Jean, dans la municipalité régionale de comté (MRC) de La Côte-de-Gaspé, dans la région administrative de la Gaspésie-Îles-de-la-Madeleine, au Québec, au Canada.
La "rivière Mississippi Ouest" est un affluent de la rivière Mississippi (Gaspé) laquelle coule vers l'Est, jusqu'à la rive Nord de la rivière York (Gaspé) ; cette dernière coule vers l’Est jusqu’au "Bassin du Sud-Ouest" du "Havre de Gaspé" qui fait partie de la baie de Gaspé laquelle s'ouvre sur le littoral Ouest du golfe du Saint-Laurent.

## Géographie
La "rivière Mississippi Ouest" prend sa source de ruisseaux de montagnes sur le versant Est d'une montagne située au centre Ouest du canton De Galt, dans le territoire non organisé de Rivière-Saint-Jean, dans les Monts Chic-Chocs (faisant partie des Monts Notre-Dame). Cette source est située à :
- 35,0 km au sud du littoral Sud du Golfe du Saint-Laurent ;
- 42,5 km à l’Est du centre du village de Murdochville ;
- 37,8 km à l’Ouest du centre-ville de Gaspé.

À partir de sa source, la "rivière Mississippi Ouest" coule en zones forestières sur 9,8 km, répartis selon les segments suivants :
- 1,9 km vers le Sud dans le canton de Larocque, jusqu'à la confluence d'un ruisseau (venant de l'Est) ;
- 5,3 km vers le Sud, jusqu'à un coude de rivière ;
- 2,6 km vers le Sud, jusqu'à sa confluence[1].

La confluence de la "rivière Mississippi Ouest" se déverse dans un coude de rivière sur la rive Ouest de la rivière Mississipi (Gaspé) laquelle se déverse sur la rive Nord de la Rivière York (Gaspé). Cette confluence est située à 4,3 km en amont de la confluence de la rivière Mississippi (Gaspé).

## Toponymie
Le toponyme "rivière Mississippi Ouest" a été officialisé le 5 décembre 1968 à la Commission de toponymie du Québec.